# 아이코군

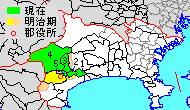
가나가와 현 아시가라카미 군의 범위, (1.아이카와정 2.기요카와촌)

아이코군(일본어: 愛甲郡, あいこうぐん)은 가나가와현의 중앙에 위치한 행정 구역이다.
인구 42,030명, 면적 105.52km², 인구밀도 398명/km².(2025년 3월 1일, 추계인구)
이하 1정 1촌으로 구성된다.
- 아이카와정(愛川町)
- 기요카와촌(清川村)

## 군역
위의 1정 1촌 외에 현재의 행정 구역 상 아래에 해당한다.
- 아쓰기시(일부)

## 역사
아이코군은 고대 사가미국의 군 중 하나로 중앙 사가미 북쪽으로부터 사가미강과 단자이 산지 사이의 무사시국과의 경계까지 뻗어있었다. 군청은 현재의 아쓰기시에 있었다. 이 지역은 헤이안 시대부터 센고쿠 시대까지 오에씨와 그의 후손들인 조슈의 모리씨가 지배하는 광대한 장원의 일부였다. 이후 오다와라의 고호조씨와 가이국의 다케다씨가 경쟁하는 지역이 되었다. 에도 시대에 명목상으로 오다와라번의 일부였으나 많은 부분이 에도의 쇼군의 직할령으로 많은 하타모토들이 관리했다. 1706년부터 오쿠보씨의 지파가 군의 일부에 오기노-야마나카번의 설립을 허가받았다. 군의 다른 부분은 시모사국의 가라스야마번의 지배하에 있었다.
1868년의 메이지 유신 때 도쿠가와씨가 시즈오카로 옴에 따라 오기노-야마나카번이 새롭게 성립된 시즈오카번 하에 들어갔고 나머지 영역은 새로운 가나가와현의 일부가 되었다. 1871년의 폐번치현으로 이전의 오기노-야마나카번은 오기노야마나카현이 되었다가 이후 단명한 아시가루현의 일부가 되었으며 1876년에 가나가와현에 편입되었다. 1878년에 아이코군이 성립되었고 군청은 아쓰기촌(현재의 아쓰기 신사 부근)에 놓였다. 1889년에 아이코군은 행정상으로 한 개의 정(아쓰기정)과 16개의 촌으로 나뉘었다. 아이카와는 1940년에 정이 되었다. 1946년에 무쓰아이촌이 6개의 촌을 병합해 성립되었다. 1955년에 무쓰아이와 다른 3개의 촌이 아쓰기정과 합쳐져 아쓰기시를 이루었다. 1956년에 두 개의 촌이 합쳐져 기요카와촌이 설치되었다.

### 연혁
- 1878년 7월 22일 - 군구정촌 편제법이 가나가와현에서 시행되어, 행정 구역으로서의 아이코군(愛甲郡)이 발족.

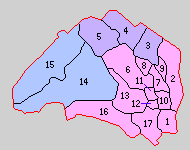
1.아쓰기정 2.에치촌 3.나카쓰촌 4.다카미네촌 5.아이카와촌 6.오기노촌 7.산다촌 8.다나사와촌 9.시모카와이리촌 10.쓰마다촌 11.오이카와촌 12.하야시촌 13.고아유촌 14.스스가야촌 15.미야가세촌 16.다마가와촌 17.난모리촌 (빨강:아쓰기시 보라:아이카와정: 파랑:기요카와촌)

- 1889년 4월 1일 - 정촌제 시행으로, 아래의 정촌이 발족.(1정 16촌)
  - 아쓰기정(厚木町): 현 아쓰기시
  - 에치촌(依知村): 현 아쓰기시
  - 나카쓰촌(中津村): 현 아이카와정
  - 다카미네촌(高峰村): 현 아이카와정
  - 아이카와촌(愛川村): 현 아이카와정
  - 오기노촌(荻野村): 현 아쓰기시
  - 산다촌(三田村), 다나사와촌(棚沢村), 시모카와이리촌(下川入村), 쓰마다촌(妻田村), 오이카와촌(及川村), 하야시촌(林村): 현 아쓰기시
  - 고아유촌(小鮎村): 현 아쓰기시
  - 스스가야촌(煤ヶ谷村), 미야가세촌(宮ヶ瀬村): 현 기요카와촌
  - 다마가와촌(玉川村): 현 아쓰기시
  - 난모리촌(南毛利村): 현 아쓰기시
- 1940년 4월 1일 - 아이카와촌이 정제 시행으로 아이카와정(愛川町)이 됨.(2정 15촌)
- 1946년 6월 1일 - 산다촌·다나사와촌·시모카와이리촌·쓰마다촌·오이카와촌·하야시촌이 합병하여 무쓰아이촌(睦合村)이 발족.(2정 10촌)
- 1955년
  - 1월 15일 - 다카미네촌이 아이카와정에 편입.(2정 9촌)
  - 2월 1일 - 아쓰기정·고아유촌·다마가와촌·난모리촌·무쓰아이촌이 합병하여 아쓰기시(厚木市)가 발족, 군에서 이탈.(1정 5촌)
  - 7월 8일 - 에치촌이 아쓰기시에 편입.(1정 4촌)
- 1956년 9월 30일(1정 1촌)
  - 나카쓰촌이 아이카와정에 편입.
  - 오기노촌이 아쓰기시에 편입.
  - 스스가야촌·미야가세촌이 합병하여 기요카와촌(清川村)이 발족.

### 변혁 표
| 이전-1889      | 1889년 4월 1일 | 1889 - 1926               | 1926 - 1943               | 1944 - 1954                       | 1955 - 1989             | 1989 - 현재 | 현재     |
| -------------- | -------------- | ------------------------- | ------------------------- | --------------------------------- | ----------------------- | ----------- | -------- |
|                | 아쓰기정       | 아쓰기정                  | 아쓰기정                  | 아쓰기정                          | 1955년 2월 1일 아쓰기시 | 아쓰기시    | 아쓰기시 |
| 고아유촌       | 고아유촌       | 고아유촌                  | 고아유촌                  |                                   | 1955년 2월 1일 아쓰기시 | 아쓰기시    | 아쓰기시 |
| 다마가와촌     | 다마가와촌     | 다마가와촌                | 다마가와촌                |                                   | 1955년 2월 1일 아쓰기시 | 아쓰기시    | 아쓰기시 |
| 난모리촌       | 난모리촌       | 난모리촌                  | 난모리촌                  |                                   | 1955년 2월 1일 아쓰기시 | 아쓰기시    | 아쓰기시 |
| 산다촌         | 산다촌         | 산다촌                    | 1946년 6월 1일 무쓰아이촌 |                                   | 1955년 2월 1일 아쓰기시 | 아쓰기시    | 아쓰기시 |
| 다나사와촌     | 다나사와촌     | 다나사와촌                | 1946년 6월 1일 무쓰아이촌 |                                   | 1955년 2월 1일 아쓰기시 | 아쓰기시    | 아쓰기시 |
| 시모카와이리촌 | 시모카와이리촌 | 시모카와이리촌            | 1946년 6월 1일 무쓰아이촌 |                                   | 1955년 2월 1일 아쓰기시 | 아쓰기시    | 아쓰기시 |
| 쓰마다촌       | 쓰마다촌       | 쓰마다촌                  | 1946년 6월 1일 무쓰아이촌 |                                   | 1955년 2월 1일 아쓰기시 | 아쓰기시    | 아쓰기시 |
| 오이카와촌     | 오이카와촌     | 오이카와촌                | 1946년 6월 1일 무쓰아이촌 |                                   | 1955년 2월 1일 아쓰기시 | 아쓰기시    | 아쓰기시 |
| 하야시촌       | 하야시촌       | 하야시촌                  | 1946년 6월 1일 무쓰아이촌 |                                   | 1955년 2월 1일 아쓰기시 | 아쓰기시    | 아쓰기시 |
| 에치촌         | 에치촌         | 에치촌                    | 에치촌                    | 1955년 7월 8일 아쓰기시에 편입    |                         | 아쓰기시    | 아쓰기시 |
| 오기노촌       | 오기노촌       | 오기노촌                  | 오기노촌                  | 1956년 9월 30일 아쓰기시에 편입   |                         | 아쓰기시    | 아쓰기시 |
| 아이카와촌     | 아이카와촌     | 1940년 4월 1일 아이카와정 | 아이카와정                | 1955년 1월 15일 아이카와정        | 아이카와정              | 아이카와정  |          |
| 다카미네촌     | 다카미네촌     | 다카미네촌                | 다카미네촌                | 1955년 1월 15일 아이카와정        | 아이카와정              | 아이카와정  |          |
| 나카쓰촌       | 나카쓰촌       | 나카쓰촌                  | 나카쓰촌                  | 1956년 9월 30일 아이카와정에 편입 | 아이카와정              | 아이카와정  |          |
| 스스가야촌     | 스스가야촌     | 스스가야촌                | 스스가야촌                | 1956년 9월 30일 기요카와촌        | 기요카와촌              | 기요카와촌  |          |
| 미야가세촌     | 미야가세촌     | 미야가세촌                | 미야가세촌                | 1956년 9월 30일 기요카와촌        | 기요카와촌              | 기요카와촌  |          |